# Jakutisches Alphabet
Jakutische Schrift (jakutisch Саха суруга ‚Sacha suruga‘) ist eine geschriebene Sprache, die zur Aufzeichnung der jakutische Sprachen verwendet wird. Während seiner Existenz änderte es mehrmals seine grafische Basis und wurde wiederholt reformiert. Derzeit nutzt die jakutische Sprache das kyrillische Alphabet. In der Geschichte der Jakuten gibt es 4 Stufen:
- bis in die frühen 1920er Jahre – kyrillisches Schreiben;
- 1917–1929 – Nowgorodows Schrift nach lateinischem Alphabet;
- 1929–1939 – ein einheitliches Alphabet auf lateinischer Basis;
- seit 1939 – kyrillisches Schreiben.

## Frühes Schreiben
Zum ersten Mal wurden 35 Wörter der jakutischen Sprache in dem Buch des niederländischen Reisenden Nicolaas Witsen veröffentlicht, das 1692 in Amsterdam gedruckt wurde. Später, im 18. – frühen 19. Jahrhundert, veröffentlichten einige andere Reisende auch separate Listen von Jakutischen Wörtern (sowohl in kyrillischer als auch in lateinischer Sprache).
Das erste gedruckte Buch in jakutischer Sprache war der «Kurzkatechismus (Сокращенный катехизис)», der 1819 in Irkutsk veröffentlicht wurde. Um die Sprache der Jakuten zu schreiben, wurde das russische Alphabet ohne zusätzliche Buchstaben verwendet. Ein solches Alphabet war für die phonetischen Merkmale der Sprache der Jakuten völlig ungeeignet.
1851 verwendete der Akademiker Otto von Böhtlingk in seiner Grammatik „Über die Sprache Jakuten“ das folgende Alphabet: А а, Ӓ ӓ, О о, Ӧ ӧ, І і, Ы ы, У у, Ӱ ӱ, К к, Х х, Г г, Ҕ ҕ, Ҥ ҥ, Т т, Д д, Н н, Ч ч, Џ џ, Н' н', П п, Б б, М м, Ј ј, Ɉ ɉ, Р р, Л л, L l, С с, Һ һ. Lange Vokale wurden durch einen Balken über dem Buchstaben (Makron) angezeigt. Dieses Alphabet erwies sich als sehr erfolgreich und wurde bis in die frühen 1920er Jahre von der jakutischen Intelligenz aktiv verwendet. In der Veröffentlichung von gesellschaftspolitischen und fiktiven sowie in Zeitschriften. In einigen Ausgaben haben sich die Stile einer Reihe von Buchstaben geändert. Zum Beispiel wurde manchmal anstelle von Н' н' das Zeichen Ԣ ԣ verwendet.
In den kirchlichen Ausgaben wurde parallel ein anderes Alphabet verwendet, das 1858 von D.W.Chitrow zusammengestellt wurde: А а, Б б, Г г, Д д, Ԫ ԫ, Е е, Ё ё, И и, І і, Й й, К к, Л л, М м, Н н, Ҥ ҥ, О о, П п, Р р, С с, Т т, У у, Х х, Ч ч, Ы ы, Э э, Ю ю, Я я, ъ, ь. Wie im Bötlingk-Alphabet wird die Länge der Vokale durch eine Linie über dem Buchstaben angezeigt.
Zusätzlich zu diesen Alphabeten verwendeten separate Alphabete andere Alphabete. Daher werden in allen drei Jakutische Primern, die 1895–1898 in Kasan veröffentlicht wurden, verschiedene Alphabete verwendet (alle basieren jedoch auf dem kyrillischen Alphabet). Die Unterschiede in den verwendeten Alphabeten waren signifikant:
- In der Grundierung von 1895 wurde das russische Alphabet ohne die Buchstaben в, ж, з, ф, ц, ш, щ, ъ und auch die zusätzlichen Buchstaben ӓ, дж (Ligatur), ҥ, ӧ, с̇, ӱ, ы̧, я̧ verwendet.
- im ABC von 1897 wurde das russische Alphabet ohne die Buchstaben в, ж, з, ф, ц, ш, щ, ъ und auch die zusätzlichen Buchstaben ӓ, дж (Ligatur), і, й̵, ԣ, ӧ, с̇, ӱ verwendet.
- Im Alphabet von 1898 wurde das russische Alphabet ohne die Buchstaben в, е, ё, ж, з, и, ф, ц, ш, щ, ъ, ь, э, ю, я sowie zusätzliche Buchstaben ӓ, џ, і, й̵, л́, н̍, ԣ, ӧ, ӱ verwendet.

Nach Ansicht des jakutischen Sprachwissenschaftlers S.A. Nowgorodow war der Hauptnachteil des Bötlingk-Alphabets eine Überfülle an Hochschriften, die zu Schwierigkeiten beim Schreiben und bei der Typografie führte. Chitrows Alphabet war schlecht an die Lautsprache der Jakutischen Sprache angepasst und „wurde an den russischen Leser angepasst“.

## Nowgorodows Schrift

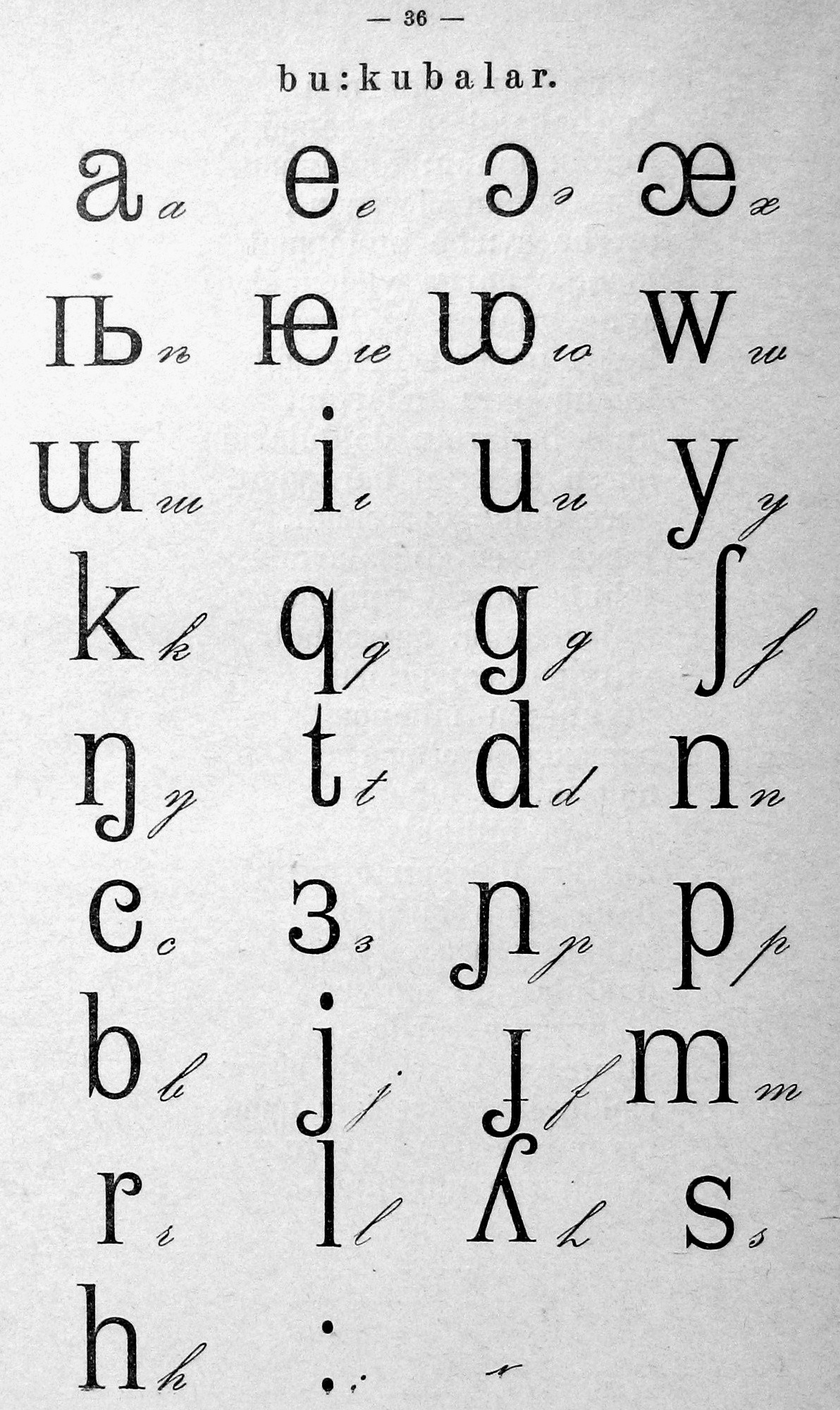
Alphabet von Nowgorodow aus dem ABC-Buch von 1929

1917 verfasste ein Jakutischer Student an der Petrograder Universität S.A. Nowgorodow das Jakutische Alphabet auf der Grundlage des internationalen phonetischen Alphabets. In diesem Alphabet gab es keine Großbuchstaben, diakritischen Zeichen oder Satzzeichen, was Nowgorodow zufolge das Alphabet für das schnelle Schreiben bequemer machen sollte. Das Schreiben von Nowgorodow sollte streng phonetisch sein – wie man hört, ist es geschrieben.
Im Sommer dieses Jahres diskutierten die nationalen und öffentlichen Organisationen von Jakut über das Alphabet von Nowgorodow und äußerten sich positiv dazu. Bald erschien das erste Alphabetbuch zu diesem Alphabet, aber da Jakutsk nicht über die erforderlichen Schriftarten verfügte, musste das Alphabet des Alphabetbuchs entsprechend den technischen Möglichkeiten der Druckerei geändert werden. Das Alphabet dieser Ausgabe enthielt die folgenden Buchstaben: a, b, c, d, e, g, ʁ, h, i, ie, j, ɉ, k, l, ʎ, m, n, ng, nj, ɔ, oe, p, q, r, s, t, ɯ, ɯa, u, uo, w, y, з. Außerdem wurde das Zeichen verwendet “:” um lange Töne anzuzeigen (sowohl Vokale als auch Konsonanten).
Im akademischen Jahr 1920–21 wurde dieses Alphabet offiziell in den Schulunterricht eingeführt und die jakutische Zeitung Mantschaary wurde in das Alphabet übersetzt. 1923 wurden Schriften für die „Original“ -Version des Nowgorodow-Alphabets erstellt und das Buch in eine neue Schrift übersetzt. Zur gleichen Zeit befürworteten eine Reihe von jakutischen Gelehrten und Schriftstellern (insbesondere A. E. Kulakowsky) die Abschaffung dieses Alphabets und die Einführung des Schreibens auf der Grundlage des kyrillischen Alphabets.
Im Jahr 1924 gab es eine breite Diskussion über die Verbesserung des Novgorodov-Alphabets. Zu seinen Mängeln gehörten das Fehlen von Großbuchstaben und Satzzeichen; das Vorhandensein von Sonderzeichen für Diphthongs, die das Alphabet komplizieren; Grafikeinheitlichkeit des Texts (zum Beispiel sɯmɯ:t, ɯmɯ:, ɯtɯrɯ:, ɯtɯhɯ:). Infolgedessen beschloss der Yakut Writing Council, Großbuchstaben und Satzzeichen in das Alphabet einzufügen und den Stil einer Reihe von Zeichen zu ändern. Aufgrund fehlender Schriften war es jedoch nicht möglich, die Veröffentlichung auf eine neue Version des Alphabets zu übertragen.
Im Jahr 1925 wurde der Stil von drei weiteren Zeichen im Alphabet ersetzt. Zu diesem Zeitpunkt wurde jedoch eine Kampagne zur Schaffung eines einheitlichen turksprachen Alphabets gestartet, und die Bestellung neuer Schriftarten wurde ausgesetzt. Infolge der Änderungen von 1924 und 1925 wurde in der Praxis nur handschriftlicher Text berührt, und der gedruckte Text wurde in der Schriftart von 1923 getippt. Diese Situation hielt bis 1929 an.

## Neue Turksprachige Alphabet
Der 1. Türkenkongress in Baku im Jahr 1926 empfahl allen Turkvölker der UdSSR, auf das Neue Turksprachige Alphabet („Jaꞑalif“) umzusteigen. Nach diesem Kongress wurde im Jakutische ASSR eine transkriptionsterminologische Kommission eingerichtet, die die Möglichkeit einer Vereinheitlichung der Jakutische Schrift erörtern sollte. Die Meinungen der Kommissionsmitglieder waren geteilt – teils für die Vereinigung, teils gegen die Opposition, da das Alphabet von Nowgorodow für die Sprache der Jakuten am besten geeignet war. Infolgedessen wurde beschlossen, das Alphabet so zu ändern, dass es dem „Jaꞑalif“ näher kommt, aber gleichzeitig 14 spezifische Yakut-Buchstaben beibehält. Der Vertreter von Jakutien berichtete dies im II. Plenum des Zentralen Exekutivkomitees über das neue Alphabet.
Am 26. Mai 1928 genehmigte das Yakut Writing Committee der Jakut CEC einen neuen Entwurf des Jakut-Alphabets, bei dem 9 Zeichen uneinheitlich blieben. Im Laufe des Jahres wurde die Frage der Vereinigung noch mehrmals aufgeworfen. Im Jahr 1929 entschied das III Plenum der Zentralen Kontrollkommission für das neue Alphabet, dass nur 2 einheitliche Zeichen im Jakut-Alphabet verbleiben dürfen. Schließlich genehmigte die KEK von Jakut am 9. März 1929 offiziell das vollständig vereinheitlichte Jakut-Alphabet, was die Notwendigkeit einer Vereinheitlichung sowohl aus politischen als auch aus kulturellen und wirtschaftlichen Gründen begründete.
Das jakutische Alphabet von 1929–1939:
| A a | B ʙ   | C c | Ç ç | D d | E e | G g | Ƣ ƣ | H h | I i | J j | K k | L l | Lj lj | M m |
| N n | Nj nj | Ꞑ ꞑ | O o | Ө ө | P p | Q q | R r | S s | T t | U u | Y y |     | '     |     |

Lange Vokale in diesem Alphabet wurden durch einen Doppelbuchstaben und Diphthongs durch eine Kombination von zwei Buchstaben angezeigt.
1936 wurde ein Entwurf für eine neue Reform des Jakut-Alphabets entwickelt. Entsprechend dem Entwurf sollte das Alphabet die Buchstaben A a, B в, C c, Ç ç, D d, E e, F f, G g, H h, I i, J j, K k, L l,  , M m, N n, Ŋ ŋ, Ꞑ ꞑ, O o, P p, Q q, Ƣ ƣ, R r, S s, Ş ş, T t, U u, V v, Y y, З з, Ƶ ƶ, Ь ь, Ө ө. Es wurde vorgeschlagen, lange Vokale als Makronen zu bezeichnen. Dieses Projekt wurde jedoch nie umgesetzt.

## Modernes Jakutisches Alphabet
In der zweiten Hälfte der 1930er Jahre begann der Prozess der Übersetzung der Schriftsprachen der Völker der UdSSR ins Kyrillische. 1938 begannen die Vorbereitungen für die Schaffung des kyrillischen Alphabets der Jakuten. An der Entwicklung des Projekts beteiligten sich Mitarbeiter des Jakutsker Forschungsinstituts für Sprache und Kultur sowie Wissenschaftler aus Leningrad. Am 23. März 1939 wurde auf Erlass des Volkskommissars für Bildung der UdSSR das neue jakutische Alphabet genehmigt.
Anfangs wurde in diesem Alphabet das Symbol H h verwendet, aber da das Großbuchstaben h mit dem Großbuchstaben н zusammenfiel, wurde der Stil H h bald durch Һ һ ersetzt. Seitdem wurden keine Änderungen am Yakut-Alphabet vorgenommen, nur die Rechtschreibregeln wurden geändert.
In der jakutischen Sprache wird heute ein Alphabet verwendet, das auf dem kyrillischen Alphabet basiert und das das gesamte russische Alphabet sowie fünf zusätzliche Buchstaben enthält: Ҕҕ, Ҥҥ, Өө, Һһ, Үү und zwei Digraphen: Дь дь, Нь нь. Es werden auch 4 Diphthongs verwendet: уо, ыа, иэ, үө (nicht im Alphabet enthalten).
| А а | Б б | В в | Г г | Ҕ ҕ | Д д | Дь дь | Е е | Ё ё   | Ж ж |
| З з | И и | Й й | К к | Л л | М м | Н н   | Ҥ ҥ | Нь нь | О о |
| Ө ө | П п | Р р | С с | Һ һ | Т т | У у   | Ү ү | Ф ф   | Х х |
| Ц ц | Ч ч | Ш ш | Щ щ | Ъ ъ | Ы ы | Ь ь   | Э э | Ю ю   | Я я |

## Zuordnungstabelle der verschiedenen Alphabete
| Кириллица | IPA     | Латиница 1929–1939 | Алфавит Новгородова | алфавит Бётлингка | Алфавит Хитрова |
| --------- | ------- | ------------------ | ------------------- | ----------------- | --------------- |
| А а       | /a/     | Aa                 | a                   | Аа                | Аа              |
| Б б       | /b/     | Bв                 | b                   | Бб                | Бб              |
| В в       | /v/     | -                  | -                   | -                 | -               |
| Г г       | /g/     | Gg                 | g                   | Гг                | Гг              |
| Ҕ ҕ       | /ɣ, ʁ/  | Ƣƣ                 | ʃ                   | Ҕҕ                | -               |
| Д д       | /d/     | Dd                 | d                   | Дд                | Дд              |
| Дь дь     | /ɟ/     | Çç                 | з                   | Џџ                |                 |
| Е е       | /e, je/ | -                  | -                   | -                 | Ее              |
| Ё ё       | /jo/    | —                  | -                   | -                 | -               |
| Ж ж       | /ʒ/     | -                  | -                   | -                 | -               |
| З з       | /z/     | -                  | -                   | -                 | -               |
| И и       | /i/     | Ii                 | i                   | Іі                | Ии, Іі          |
| Й й       | /j/     | Jj                 | j                   | Јј, Ɉɉ            | Йй              |
| К к       | /k/     | Kk                 | k                   | Кк                | Кк              |
| Л л       | /l/     | Ll                 | l, ʎ                | Лл, Ll            | Лл              |
| М м       | /m/     | Mm                 | m                   | Мм                | Мм              |
| Н н       | /n/     | Nn                 | n                   | Нн                | Нн              |
| Ҥ ҥ       | /ŋ/     | Ꞑꞑ                 | ŋ                   | Ҥҥ                | Ҥҥ              |
| Нь нь     | /ɲ/     | Nj nj              | ɲ                   | Н’н'              | Нь нь           |
| О о       | /o/     | Oo                 | ɔ                   | Оо                | Оо              |
| Ө ө       | /ø/     | Ɵɵ                 | ꭢ                   | Ӧӧ                | Ёё              |
| П п       | /p/     | Pp                 | p                   | Пп                | Пп              |
| Р р       | /r/     | Rr                 | r                   | Рр                | Рр              |
| С с       | /s/     | Ss                 | s                   | Сс                | Сс              |
| Һ һ       | /h/     | Hh                 | h                   | һ                 | -               |
| Т т       | /t/     | Tt                 | t                   | Тт                | Тт              |
| У у       | /u/     | Uu                 | u                   | Уу                | Уу              |
| Ү ү       | /y/     | Yy                 | y                   | Ӱӱ                | -               |
| Ф ф       | /f/     | -                  | -                   | -                 | -               |
| Х х       | /q, x/  | Qq                 | q                   | Хх                | Хх              |
| Ц ц       | /ʦ/     | —                  | -                   | -                 | -               |
| Ч ч       | /ʧ/     | Cc                 | c                   | Чч                | Чч              |
| Ш ш       | /ʃ/     | -                  | -                   | -                 | -               |
| Щ щ       | /ɕː/    | —                  | -                   | -                 | -               |
| Ъ ъ       | [-]     | —                  | -                   | -                 | ъ               |
| Ы ы       | /ɯ/     | Ьь                 | ɯ                   | Ыы                | Ыы              |
| Ь ь       | [-]     | —                  | -                   | -                 | -               |
| Э э       | /æ, e/  | Ee                 | e                   | Ӓӓ                | Ээ              |
| Ю ю       | /ju/    | —                  | -                   | -                 | Юю              |
| Я я       | /ja/    | —                  | -                   | -                 | Яя              |

Die modernen Diphthongs ыа, иэ, уо, үө wurden im Alphabet von Novgorodov mit den Zeichen , ,  bzw. w bezeichnet.